# La verità sta in cielo
La verità sta in cielo è un film del 2016 diretto da Roberto Faenza, basato sulla vicenda della sparizione di Emanuela Orlandi, avvenuta a Roma il 22 giugno 1983. 
Il titolo del film è stato ispirato alla presunta frase pronunciata dal pontefice papa Francesco in un'udienza con il fratello di Emanuela, Pietro: «Lei è in cielo». Tuttavia, la frase detta dal pontefice nel 2013 è stata: «Se Emanuela è in cielo, allora dobbiamo pregare per lei».

## Trama
Il 22 giugno 1983 Emanuela Orlandi (Adriana Serrapica), quindicenne cittadina vaticana, figlia di un messo pontificio, sparisce nel nulla dal centro di Roma, dando inizio a uno dei più clamorosi casi irrisolti mai accaduti in Italia e conosciuto anche fuori da essa. Sollecitata dallo scandalo "Mafia capitale" che attanaglia Roma ai giorni nostri, una rete televisiva britannica decide di inviare a Roma una giornalista di origine italiana (Maya Sansa) per raccontare dove tutto ebbe inizio e con l'aiuto di Raffaella Notariale, un'altra giornalista (Valentina Lodovini), inviata di un noto programma televisivo italiano, che ha scoperto una nuova pista, entra in scena un personaggio inquietante: Sabrina Minardi (Greta Scarano), ex moglie del calciatore Bruno Giordano.
È l'amante di Enrico De Pedis (Riccardo Scamarcio), meglio conosciuto come Renatino, il boss che ha saputo gestire meglio di ogni altro il malaffare della capitale, che, nonostante il suo passato, verrà sepolto nella basilica di Sant'Apollinare, nel cuore di Roma, proprio accanto alla scuola di musica frequentata da Emanuela. La Minardi si decide a raccontare quanto afferma di sapere sul sequestro della ragazza, tra il percorso delle indagini, ipotesi, poteri forti e marci, depistaggi e omertà che si aggrovigliano. Ma dove si nasconde la verità?

## Produzione
Il film si basa sulla controversa ricostruzione dei fatti fornita da Sabrina Minardi, ex amante del boss della Banda della Magliana Enrico De Pedis. La Minardi iniziò a fornire le sue dichiarazioni negli anni 2000, che portarono all'apertura della seconda inchiesta giudiziaria sulla scomparsa della Orlandi durata dal 2008 al 2015 e archiviata senza trovare soluzione.
È bene specificare che la Minardi è stata più volte definita testimone "non attendibile" per via della natura spesso inverosimile e contraddittoria delle sue dichiarazioni, cambiando più volte versione e coinvolgendo persone che all'epoca dei fatto erano o già morte o in carcere, nonché per la quasi totale mancanza di riscontri.

## Distribuzione
Il film è stato distribuito il 6 ottobre 2016 da 01 Distribuzione. Il film viene mandato in prima visione assoluta su Rai 3 il 24 novembre 2017 in prima serata.

## Colonna sonora
Nel film sono presenti alcune canzoni:
- Solo noi e C'est Venise di Toto Cutugno
- Kajal dall'album Nefertari di Iva Zanicchi

## Riconoscimenti
- 2017 – Nastro d'argento
  - Candidatura alla migliore attrice protagonista a Greta Scarano